# 도머박쥐
도머박쥐(Scotozous dormeri)는 애기박쥐과에 속하는 박쥐의 일종이다. 도머박쥐속(Scotozous)의 유일종이다. 방글라데시와 부탄, 인도 그리고 파키스탄에서 발견된다. 자연 서식지는 아열대 또는 열대 기후 지역의 건조림과 경작지, 농장과 시골과 도시 지역이다.